# ゴミ (ハシュリ地区)
ゴミ（グルジア語: გომი、グルジア語ラテン翻字: Gomi）は、ジョージアのシダ・カルトリ州ハシュリ地区にある村落。ゴミ・テミの中心地。シダ・カルトリ平野の西部、ムツクヴァリ川の左岸にある。海抜は640メートル。ハシュリの東方12キロメートルに位置する。
村には法務省所管の独立行政法人公共サービス開発庁によるコミュニティ・センターが設置されており、最新のインフラと技術を備えたスペースが提供されている。これによって住民は村を離れることなく、200を超える公的サービスや民間サービスを利用することができる。
村の東部にはスラミ平原の遺跡があり、ゴミの村が維持管理をしている。聖母聖堂からさらに東には、626年から634年頃に使われた、いわゆるダガルラ原野塔の城跡がある。

## 語源
ゴミの村名は、大きな牛舎の名前が元となっており、家畜舎を意味する「サドゴミ」（グルジア語: სადგომი、グルジア語ラテン翻字: sadgomi）に由来すると考えられている。

## 歴史
このゴミ村は、ゼモ・ゴミ（グルジア語: ზემო გომი、グルジア語ラテン翻字: Zemo Gomi）、あるいは直訳で上ゴミ（英語: Upper Gomi）としても知られる。これはオズルゲティ地区とオニ地区にも同名の村があるためである。
ゴミ村の存在はカルトリ王国のヴァフシティ・バグラティオニやカルトリ＝カヘティ王国のイオアネ・バグラティオニらにも知られていたが、ゴミ村についての内容を記載した史料・文献は見つかっていない。ヴァフシティ・バグラティオニはサムツェヴレシ周辺の地図において2つのゴミを記載しており、1つはムツクヴァリ川の右岸、もう1つは左岸に描かれていた。
1886年の国勢調査によると、ゴミには88世帯（男性180名、女性111名、計291名）が暮らしていた。民族構成は、カルトヴェリ人30世帯、ロシア人3世帯、オセット人46世帯、アルメニア人5世帯、ドイツ人4世帯であった。
1872年、ポティ＝トビリシ鉄道の鉄道駅がゴミに設置された。これによりゴミの村の発展が推進され、近隣の村々の中心地となった。1897年にはゴリ郡の農業連携センターがここに設置され、上カルトリの農業と交易の発展において重要な役割を果たすようになった。経済取引および文化的活動においても、重要な位置を占めるようになった。
1903年、村に「ゴミ酒精工場」が設立。1994年、民営化により合資会社「レクティピカティ」となり、2006年に「ゴミ・スピリッツ・アンド・ヴォドカ・カンパニー」へ改称。

## 人口
国勢調査による人口は、次の通り。
| 年   | 人口  | 男性 | 女性 | 出典  |
| ---- | ----- | ---- | ---- | ----- |
| 1886 | 291   | 180  | 111  | [ 3 ] |
| 2002 | 1,410 | 683  | 727  | [ 5 ] |
| 2014 | 1,128 | 565  | 563  | [ 1 ] |

## 姓
ゴミの住民の姓として、以下のものが存在する。
- アブラミシヴィリ (აბრამიშვილი)
- アントニアニ (ანტონიანი)
- アルボリシヴィリ (არბოლიშვილი)
- アレヴァゼ (არევაძე)
- アルジェヴァニゼ (არჯევანიძე)
- バラタシヴィリ (ბარათაშვილი)
- バルバカゼ (ბარბაქაძე)
- ベディナシヴィリ (ბედინაშვილი)
- ベティシヴィリ (ბეთიშვილი)
- ベリゼ (ბერიძე)
- ベスタガナシヴィリ (ბესტაღანაშვილი)
- ビカシヴィリ (ბიკაშვილი)
- ビツァゼ (ბიწაძე)
- ブレグヴァゼ (ბრეგვაძე)
- ガギシヴィリ (გაგიშვილი)
- ガグロシヴィリ (გაგლოშვილი)
- ガグニゼ (გაგნიძე)
- ガプリダシヴィリ (გაფრინდაშვილი)
- ガチェチラゼ (გაჩეჩილაძე)
- ゲゲシゼ (გეგეშიძე)
- ゲラシヴィリ (გელაშვილი)
- ゲルガウリ (გერგაული)
- ギギタシヴィリ (გიგიტაშვილი)
- ギカシヴィリ (გიკაშვილი)
- ゴガティシヴィリ (გოგატიშვილი)
- ゴガラゼ (გოგალაძე)
- ゴチアシヴィリ (გოჩიაშვილი)
- グリガラシヴィリ (გრიგალაშვილი)
- グルゲニゼ (გურგენიძე)
- ダシシヴィリ (დასიშვილი)
- ドナゼ (დონაძე)
- ドピゼ (დოფიძე)
- エルバキゼ (ელბაქიძე)
- エリアシヴィリ (ელიაშვილი)
- エラゼ (ერაძე)
- テディアシヴィリ (თედიაშვილი)
- ティビラシヴィリ (თიბილაშვილი)
- イアカシヴィリ (იაკაშვილი)
- カザナシヴィリ (კაზანაშვილი)
- クルムベガシヴィリ (კულუმბეგაშვილი)
- クチュヒゼ (კუჭუხიძე)
- ラツァビゼ (ლაცაბიძე)
- リカシヴィリ (ლიკაშვილი)
- ロミゼ (ლომიძე)
- ルルスマナシヴィリ (ლურსმანაშვილი)
- マジアシヴィリ (მაზიაშვილი)
- マミジャナシヴィリ (მამიჯანაშვილი)
- マヌチャロヴィ (მანუჩაროვი)
- マキシヴィリ (მაყიშვილი)
- マハチャシヴィリ (მახაჭაშვილი)
- メズルニシヴィリ (მეზურნიშვილი)
- メラゼ (მელაძე)
- メクヴィナゼ (მექვინაძე)
- ミカゼ (მიქაძე)
- ミケラシヴィリ (მიქელაშვილი)
- モシアシヴィリ (მოსიაშვილი)
- ムラゼ (მულაძე)
- ムルジクンリ (მურჯიკნლი)
- ナディラゼ (ნადირაძე)
- ノザゼ (ნოზაძე)
- オミアゼ (ომიაძე)
- オサゼ (ოსაძე)
- パピアシヴィリ (პაპიაშვილი)
- ラズマゼ (რაზმაძე)
- ロスティアシヴィリ (როსტიაშვილი)
- ロストマシヴィリ (როსტომაშვილი)
- サラウリ (სარაული)
- シラゼ (სირაძე)
- ソイタシヴィリ (სოიტაშვილი)
- ステプナゼ (სტეფნაძე)
- スヒラゼ (სხილაძე)
- スヒルツラゼ (სხირტლაძე)
- タバタゼ (ტაბატაძე)
- タティウリ (ტატიური)
- テプナゼ (ტეფნაძე)
- パラスタシヴィリ (ფარასტაშვილი)
- ピリシヴィリ (ფილიშვილი)
- ポテラシヴィリ (ფოთელაშვილი)
- ポツフヴェラシヴィリ (ფოცხვერაშვილი)
- プヒキゼ (ფხიკიძე)
- カルクザシヴィリ (ქარქუზაშვილი)
- ケレフサシヴィリ (ქელეხსაშვილი)
- キティアシヴィリ (ქიტიაშვილი)
- コベザシヴィリ (ქობეზაშვილი)
- ココシヴィリ (ქოქოშვილი)
- コチシヴィリ (ქოჩიშვილი)
- コルダゼ (ქურდაძე)
- クルタウリ (ქურთაული)
- クルティシヴィリ (ქურთიშვილი)
- クチマザシヴィリ (ქუჩმაზაშვილი)
- クチシヴィリ (ქუჩიშვილი)
- カサシヴィリ (ყასაშვილი)
- カラシヴィリ (ყაულაშვილი)
- クラシヴィリ (ყურაშვილი)
- キピアニ (ყიფიანი)
- シャヴェラダシヴィリ (შავერდაშვილი)
- シウカシヴィリ (შიუკაშვილი)
- シュビティゼ (შუბითიძე)
- チョチシヴィリ (ჩოჩიშვილი)
- ツィツキシヴィリ (ციცქიშვილი)
- ツホヴレバシヴィリ (ცხოვრებაშვილი)
- ツホヴレバゼ (ცხოვრებაძე)
- ザバヒゼ (ძაბახიძე)
- ハルシラゼ (ხარშილაძე)
- ハチゼ (ხაჩიძე)
- ヘタグリ (ხეთაგური)
- フヴェデリゼ (ხვედელიძე)
- ジオシヴィリ (ჯიოშვილი)
- ジョゲルディシヴィリ (ჯოღერდიშვილი)
- ジョハゼ (ჯოხაძე)
- ジョゲリ (ჯუღელი)

## ゴミ・テミ
1. ゴミ
2. アガレビ
3. ディディ・サティヴェ
4. ヴァカ
5. パタラ・サティヴェ
6. クヴェモ・アドズヴィシ
7. ヒディスクリ

ゴミを中心として、ゴミ・テミ（グルジア語: გომის თემი、グルジア語ラテン翻字: Gomis Temi）と呼ばれる共同体（テミ）を構成している。ゴミ・テミを構成する集落は、次の7村である。
1. ゴミ
2. アガレビ
3. ディディ・サティヴェ
4. ヴァカ
5. パタラ・サティヴェ
6. クヴェモ・アドズヴィシ
7. ヒディスクリ